# Xorides insularis
Xorides insularis är en stekelart som först beskrevs av Cresson 1879.  Xorides insularis ingår i släktet Xorides och familjen brokparasitsteklar. Inga underarter finns listade i Catalogue of Life.